# Campionati italiani di duathlon del 1996
I Campionati italiani di duathlon del 1996 sono stati organizzati dalla Federazione Italiana Triathlon e si sono tenuti a Remedello in Lombardia, in data 12 maggio 1996.
Tra gli uomini ha vinto Bruno Stanga (Pol. S. Giorgio Arco), mentre la gara femminile è andata a Paola Lenzi (Atletica Lolli).

## Risultati

### Élite uomini
| Pos. | Atleta              | Società sportiva           | Corsa    | Bici     | Corsa    | Totale   |
| ---- | ------------------- | -------------------------- | -------- | -------- | -------- | -------- |
|      | Bruno Stanga        | Pol. S. Giorgio Arco       | 00:35:57 | 01:02:41 | 00:18:00 | 01:56:38 |
|      | Massimo Torsani     | L'Atletaromagnat           | 00:36:23 | 01:02:56 | 00:18:24 | 01:57:43 |
|      | Stefano Mainetti    | Zeppelin Triathlon Team    | 00:36:31 | 01:02:55 | 00:18:43 | 01:58:09 |
| 4    | Luigi Vivian        | Tri. Rari Nantes Marostica | 00:37:33 | 01:01:49 | 00:19:02 | 01:58:24 |
| 5    | Enrico Campana      | Cicli Mata Triathlon       | 00:37:35 | 01:01:47 | 00:19:06 | 01:58:28 |
| 6    | Manolo Montevecchi  | Emilia O'Run               | 00:37:25 | 01:01:51 | 00:19:53 | 01:59:09 |
| 7    | Luca Nascimbeni     | Zeppelin Triathlon Team    | 00:38:01 | 00:00:00 | 01:59:49 | 01:59:49 |
| 8    | Mauro Crivellini    | Triathlon Novara           | 00:39:04 | 00:00:00 | 02:00:28 | 02:00:28 |
| 9    | Andrea Garibaldi    | Torino Triathlon           | 00:37:27 | 00:00:00 | 02:01:00 | 02:01:00 |
| 10   | Umberto Guidetti    | Tobacco Museum             | 00:37:35 | 01:05:08 | 00:18:38 | 02:01:21 |
| 11   | Daniele Fiumara     | Emilia O'Run               | 00:38:34 | 01:03:15 | 00:19:51 | 02:01:40 |
| 12   | Alessandro Rastello | Torino Triathlon           | 00:37:01 | 01:05:31 | 00:19:28 | 02:02:00 |
| 13   | Fabio Terzoni       | Sef Leasing                | 00:36:35 | 01:05:40 | 00:19:50 | 02:02:05 |
| 14   | Ugo Moroni          | Emilia O'Run               | 00:37:24 | 01:05:50 | 00:19:13 | 02:02:27 |
| 15   | Luca Tadini         | Triathlon Novara           | 00:38:40 | 01:04:15 | 00:19:38 | 02:02:33 |
| 16   | Stefano Pessina     | Tri DLF Nuoto VR           | 00:38:30 | 01:05:18 | 00:19:01 | 02:02:49 |
| 17   | Andrea Babini       | L'Atletaromagnat           | 00:40:17 | 01:02:13 | 00:20:34 | 02:03:04 |
| 18   | Klaus Runer         | Läufer Club Bozen          | 00:39:33 | 01:02:49 | 00:20:44 | 02:03:06 |
| 19   | Claudio Cecchetti   | Triathlon Novara           | 00:39:20 | 00:00:00 | 02:03:21 | 02:03:21 |
| 20   | Luigi Bacco         | Happidea Triathlon         | 00:38:36 | 01:05:10 | 00:19:41 | 02:03:27 |

### Élite donne
| Pos. | Atleta                    | Società sportiva   | Corsa    | Bici     | Corsa    | Totale   |
| ---- | ------------------------- | ------------------ | -------- | -------- | -------- | -------- |
|      | Paola Lenzi               | Atletica Lolli     | 00:43:04 | 01:08:19 | 00:21:24 | 02:12:47 |
|      | Marta Monzani             | Triathlon Novara   | 00:43:59 | 01:14:08 | 00:21:32 | 02:19:39 |
|      | Daniela Locarno           | Silca Ultralite    | 00:47:18 | 01:09:51 | 00:23:30 | 02:20:39 |
| 4    | Alba Coccurello           | Nadir Palermo      | 00:45:05 | 01:13:09 | 00:22:33 | 02:20:47 |
| 5    | Katjuscia Baccan          | Triathlon Adria    | 00:50:15 | 01:18:00 | 00:26:23 | 02:34:38 |
| 6    | Silvia Menazza            | Pro Patria Milano  | 00:46:55 | 00:00:00 | 02:42:32 | 02:42:32 |
| 7    | Edwige De Mattia          | Happidea Triathlon | 00:52:42 | 00:00:00 | 02:42:54 | 02:42:54 |
| 8    | Maria Gabriella Brambilla | Sangiulianese      | 00:51:39 | 00:00:00 | 02:47:32 | 02:47:32 |
| 9    | Clarice Zdanski           | S.C.A.             | 00:51:07 | 00:00:00 | 02:48:08 | 02:48:08 |
| 10   | Elisa Musso               | Mister Frog Tri    | 00:55:57 | 00:00:00 | 02:51:11 | 02:51:11 |